# Rives du Gave
Les Rives du Gave sont un projet de renouvellement urbain à Pau, visant à la création d'un nouveau quartier destiné à transformer les anciennes friches industrielles de la ville basse. 
Ce projet d'urbanisme s'inscrit dans le cadre d'un développement durable, avec la création d'un lac artificiel et d'une étendue verte de 350 hectares, au pied de la ville. 
Ce quartier aura également une vocation sportive, puisque l’école supérieure du commerce du sport (CNPC sport) s’y est installé dans des locaux flambant neufs,.  
De plus, le quartier fera la part belle à la glisse urbaine dans l'ancienne Halle Sernam, aux activités nautiques au stade d’eaux-vives, et une nouvelle piste de BMX sera créée. 

## Histoire

### Belle Époque
À la Belle Époque, Pau est une destination en vue du tourisme thermal, et de nombreux hivernants affluent. C'est au début des années 1880 que le premier projet de transformer l'ancienne ville basse industrielle (rives du gave de Pau et quartier du Hédas) en station balnéaire voit le jour.  Ainsi, selon Dominique Dussol, le premier projet de lac remonte à 1876. Des projets fous voient le jour, dans la foulée de l'inauguration du Palais d'Hiver et du funiculaire. Un de ces projets consistait à créer un barrage sur le gave de Pau afin de créer un lac artificiel.
Le développement de l'aviation à Pau conduit à une réflexion quant à la possibilité de créer une piste à hydravion.

### Entre-deux-guerres: Pau-plage
En 1922, le projet de lac artificiel avec plage sur la rive gauche du gave est de nouveau évoqué.

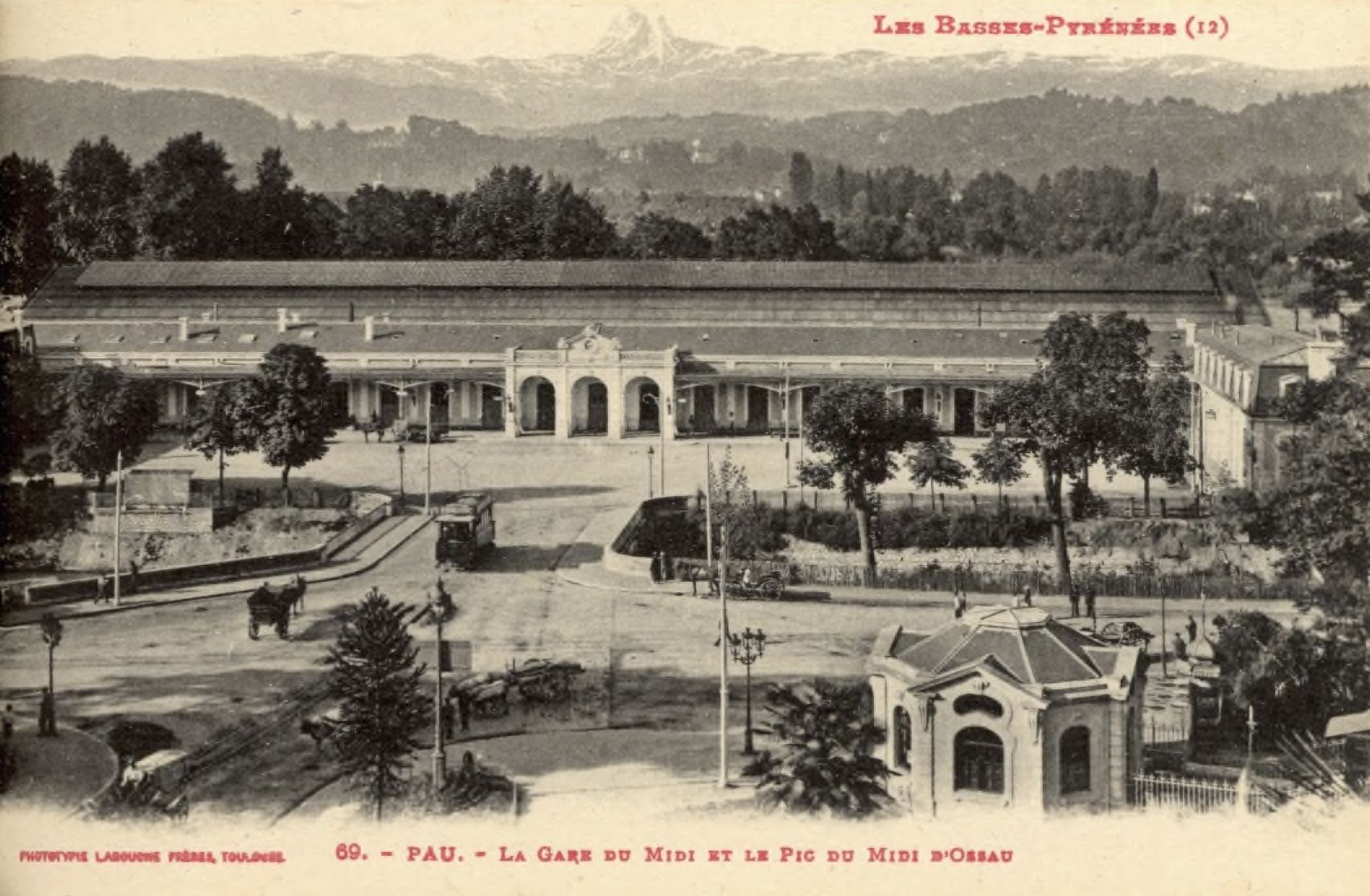
Pau - La gare du Midi et le pic du Midi d'Ossau.

Léon Jaussely est mandaté en 1928 pour la création d'un plan d'urbanisme de Pau. Ce plan vise notamment à prolonger la rue Carnot afin de créer un nouvel axe vecteur de développement d'une ville verte. Le plan inclut également de raser la gare du Midi et la remplacer par trois grandes piscines bains douches. 
L'idée d'une voie prolongeant la rue Carnot vers la forêt de Bastard est maintenue. Ce nouvel axe prend la forme de la coulée verte qui distribue l'ensemble de la zone Dufau-Tourasse puis toute la partie septentrionale de la ville jusqu'à la rocade nord construite à partir de 1968. 
Enfin en 1933, l’architecte Gassan imagine de gigantesques toboggans descendant depuis le boulevard des Pyrénées vers une plage de sable fin. Dans le cadre de ce projet, le gave de Pau aurait été creusé sur trois mètres de profondeur afin de pouvoir accueillir des voiliers et des canoës. Le projet comporte également la création d'une piscine sur pilotis de 50 mètres de long sur 15 mètres de large.